# Germania Inferior

Romerska provinsen Germania Inferior år 117.

Germania Inferior ("Lågtyskland") var, från år 90, en romersk provins belägen väster om Rhen i det som är dagens nordvästligaste Tyskland, Belgien, södra och västra Nederländerna och Luxemburg. Städer i provinsen inkluderade Bona (Bonn), Castra Vetera och Colonia Ulpia Traiana (båda nära Xanten), Ulpia Noviomagus Batavorum (Nijmegen), Trajectum ad Rhenum (Utrecht), och Colonia Agrippinensis (Köln), Germania Inferiors huvudstad. Provinsen låg norr om Germania Superior som tillsammans med den utgjorde Germania. Inferior i namnet syftar till att den låg nedströms.